# フラワーパーク江南
フラワーパーク江南（フラワーパークこうなん）は、国営木曽三川公園三派川地区の一角、愛知県江南市の木曽川沿いにある国営木曽三川公園11番目の拠点。

## 概要
- 2007年（平成19年）10月6日に開園[1]。正式名称は「国営木曽三川公園江南花卉園芸公園」であり、愛称のフラワーパーク江南は2007年（平成19年）3月に公募で決定されたものである[2]。2022年（令和4年）11月5日に「Ⅱ期地区」が開園し、全面開園した[3]。
- 2007年開園のⅠ期地区と2022年開園のⅡ期地区がある。Ⅰ期地区は花と緑をテーマとするエリア、Ⅱ期地区は自然観察や環境学習のエリアである[3]。Ⅱ期地区は2024年（令和6年）4月よりふるさとの森の名称がつけられている。

## フラワーパーク江南の施設

### 主な施設
- クリスタルフラワー
  - レストスペースのほか、セミナー室・ワークショップ室、展示スペースや屋上庭園を備えるフラワーパーク江南の中心施設。
- メイン花壇
- 市民花壇
- テーマ花壇
- 芝生広場
- 遊具
- 霧のデッキ
- 管理棟
- レンタサイクル棟
- 四阿
- 学習棟
- アスレチック遊具
- バーベキュー広場

### ギャラリー

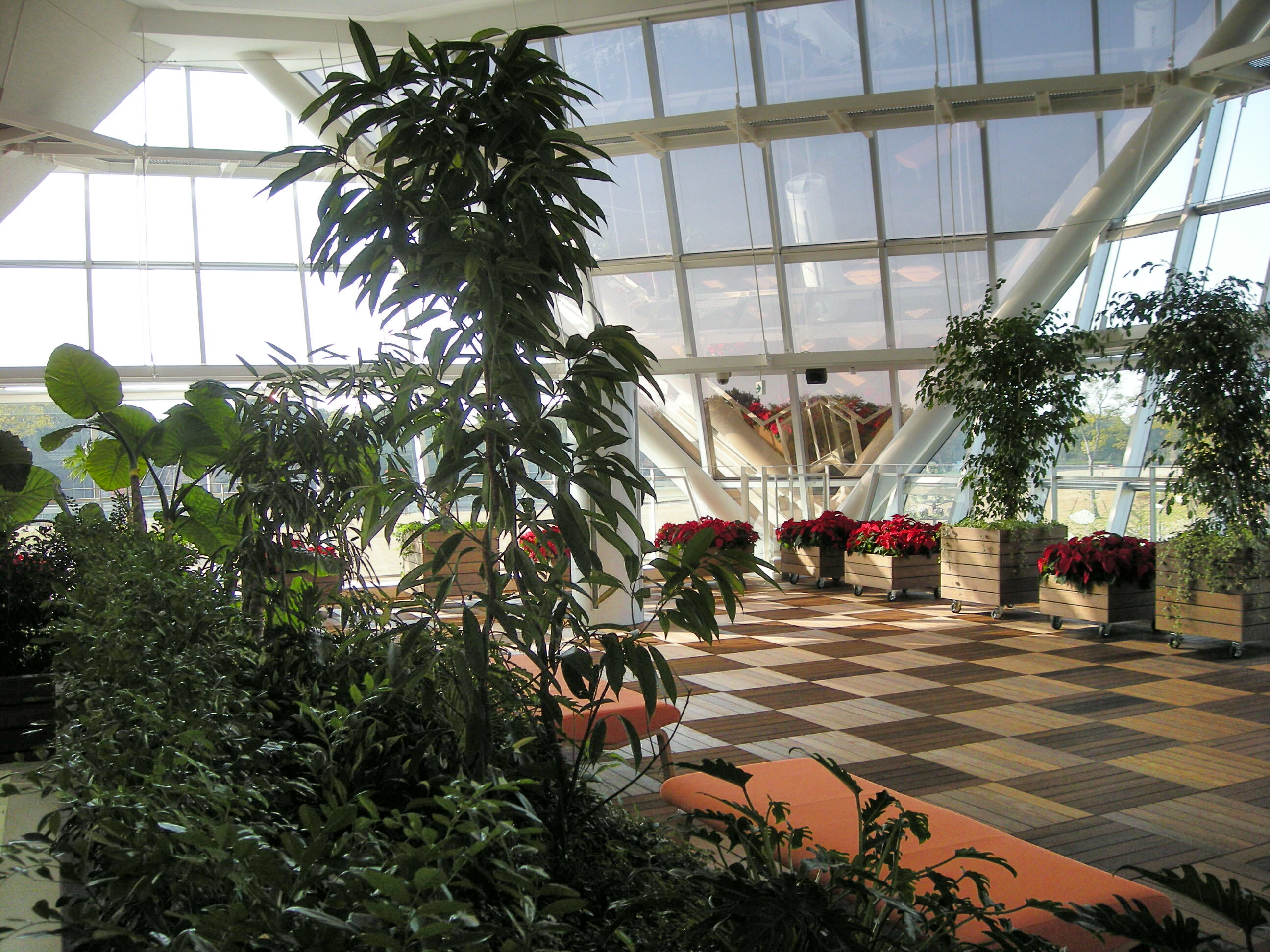
クリスタルフラワー館内
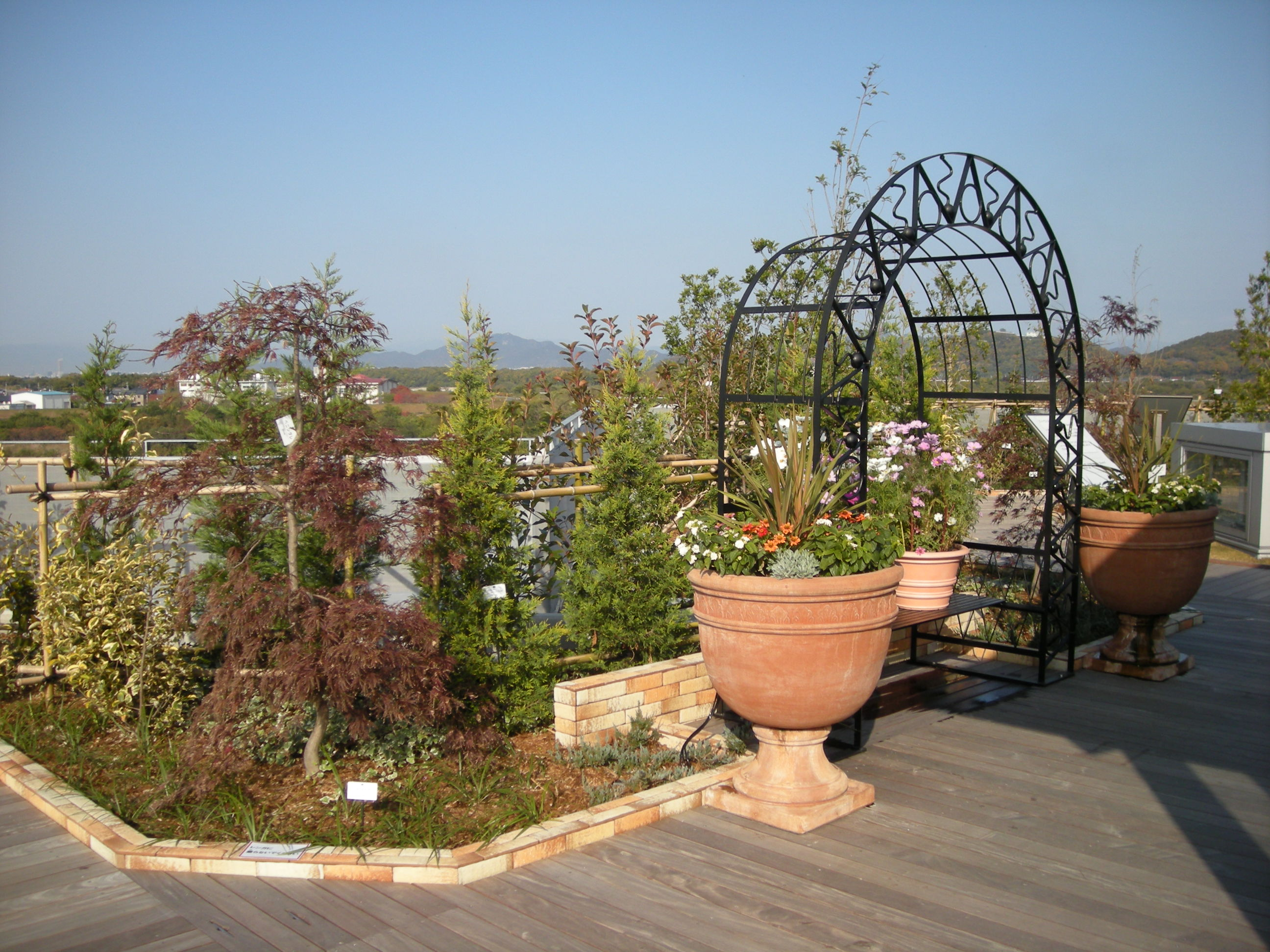
クリスタルフラワー屋上ガーデン
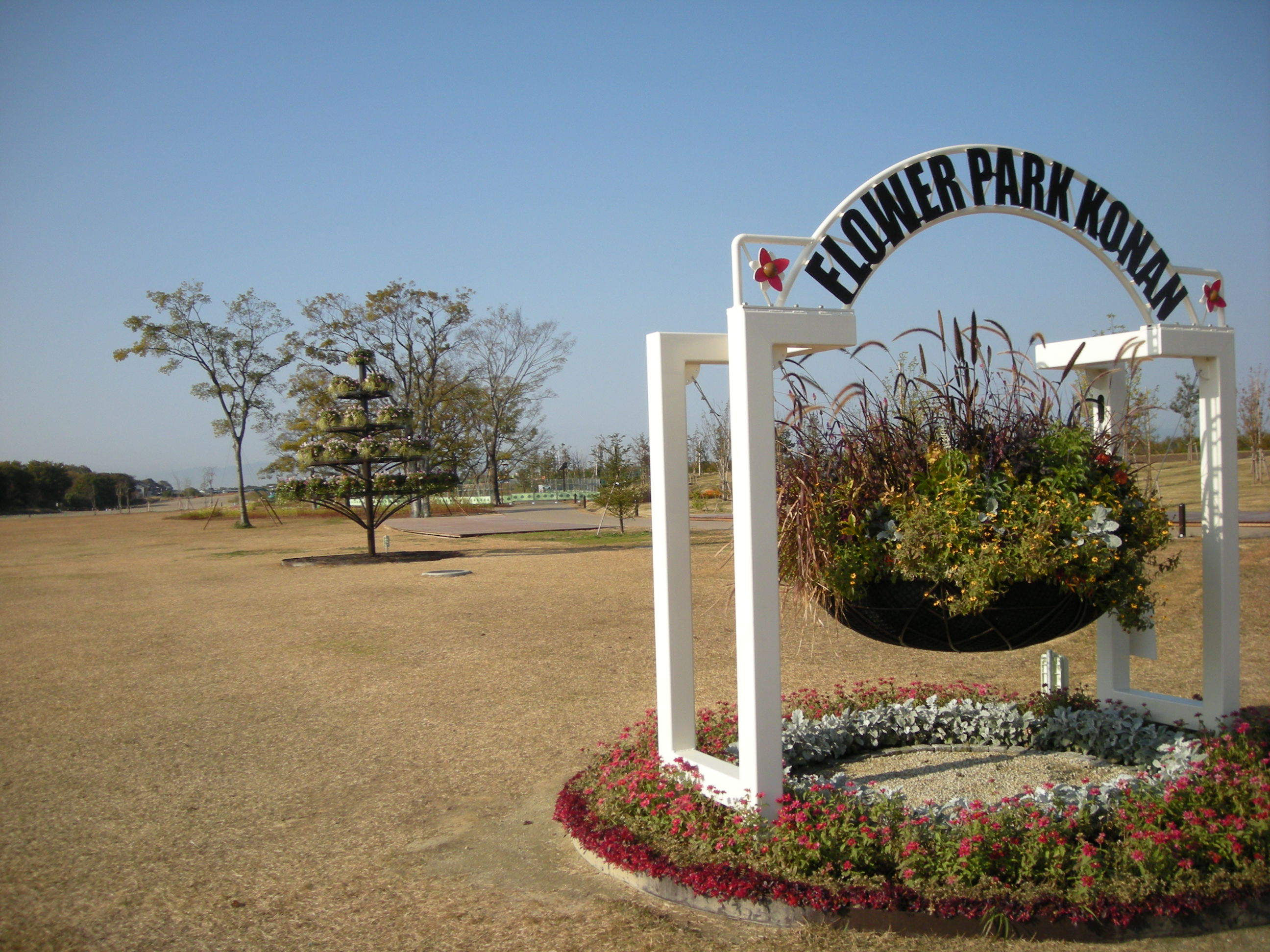
芝生広場
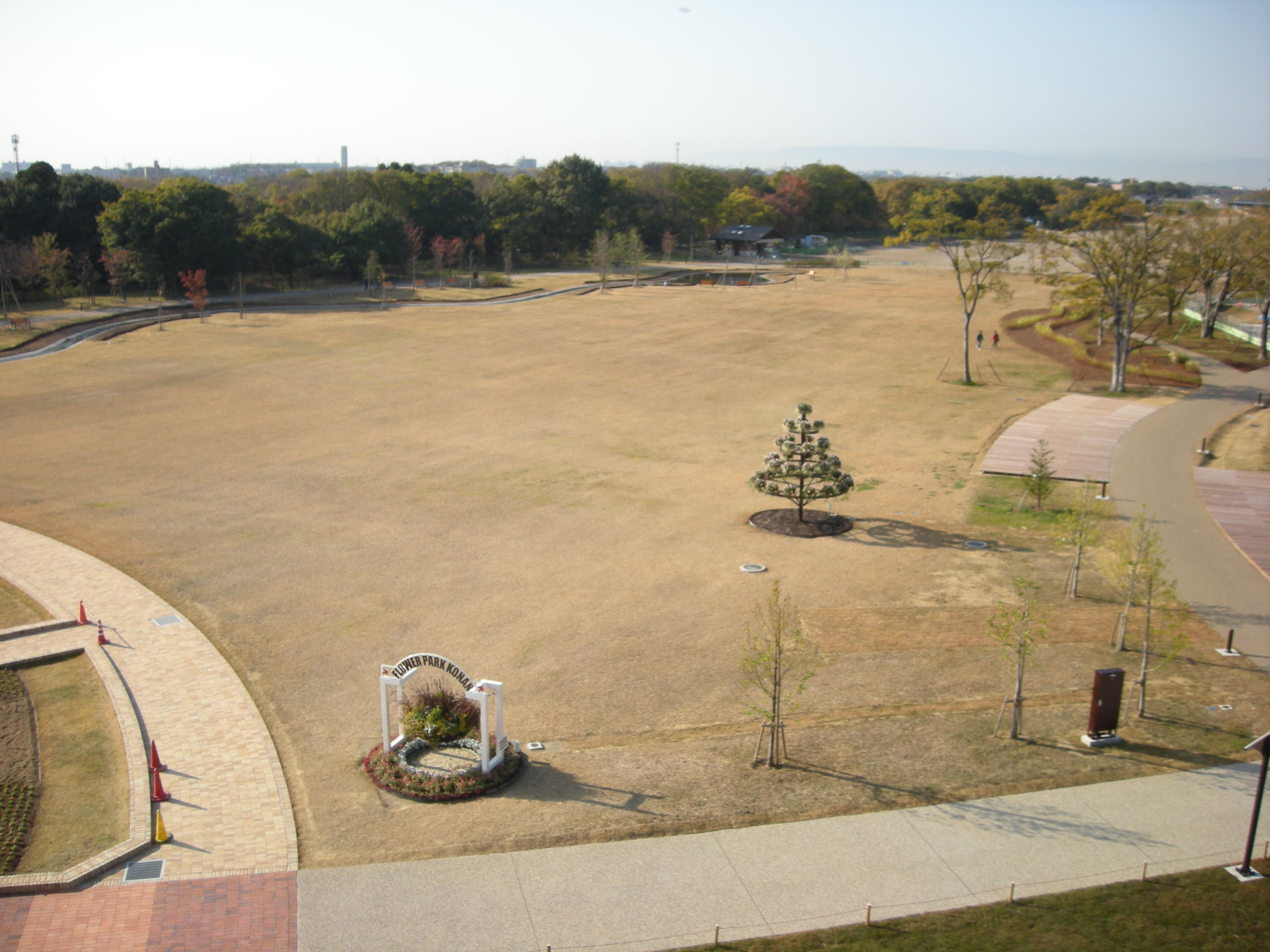
クリスタルフラワー屋上より芝生広場

## 所在地
- 愛知県江南市小杁町一色

## 施設案内
- 入園料：無料
- 駐車場：無料（約559台　バス11台）

※2024年地点

### 開園時間・休園日
「フラワーパーク江南」公式サイトにて確認のこと。

## 交通アクセス

### 自動車
名古屋方面
東海北陸自動車道 一宮木曽川ICから国道22号線（名岐バイパス）を北へ、「黒田西石原」交差点を右折、約25分。
岐阜方面
国道22号線（名岐バイパス）を南へ、「北方町」交差点を左折、約25分。もしくは国道21号線（那加バイパス）の航空自衛隊岐阜基地正門北側交差点から、各務原大橋を通り、神明小網橋南側の交差点左折、約2分。

### 公共交通機関
- 名鉄犬山線 江南駅よりタクシーで約15分。

## 周辺
- 国営木曽三川公園138タワーパーク
- 河川環境楽園
- すいとぴあ江南
- 曼陀羅寺